# 多摩アカデミックコンソーシアム
多摩アカデミックコンソーシアム（たまアカデミックコンソーシアム）は、東京都多摩地域に所在する大学の学術協力機構の名称。略称はTAC（たっく）。

## 概要
1995年に図書館の相互利用、単位互換制度、学生・教職員の交流、地域社会との協調、共同企画による広報活動を目的として、多摩地域にある大学が互いの交流を深めながら新たなネットワークを確立することを目指して結成された。2000年10月に武蔵野美術大学が加盟、2013年11月には東京外国語大学が加盟し、2016年現在では6大学間による機構となっている。

## 加盟大学
- 国立音楽大学
- 国際基督教大学
- 津田塾大学
- 東京外国語大学
- 東京経済大学
- 武蔵野美術大学